# Historia de gentibus septentrionalibus
Historia de Gentibus Septentrionalibus (em português: História dos Povos Nórdicos) foi um trabalho monumental - em 22 volumes - feito pelo eclesiástico sueco Olaus Magnus, sobre os terras nórdicas, impresso em Roma no ano de 1555. Mais do que pela história, esse trabalho  se tornou popular pelo fato de mostrar os costumes e a natureza dos países nórdicos, contendo muitos esboços de pessoas e seus costumes exóticos, o que encantou toda a Europa. Foi traduzido para o italiano (1565), alemão (1567), inglês (1658) e holandês (1665). Resumos dessa obra foram produzidos também em Antuérpia (1558 e 1562), Paris (1561), Amsterdã (1586), Frankfurt (1618) e Leiden (1652). Continua sendo até hoje um repositório valioso de muitas informações interessantes a respeito dos costumes e folclore escandinavos.

## Galeria
Exemplos dos pequenos esboços.

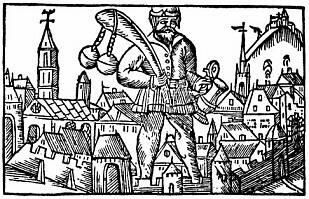
Representação da cidade de Skänninge
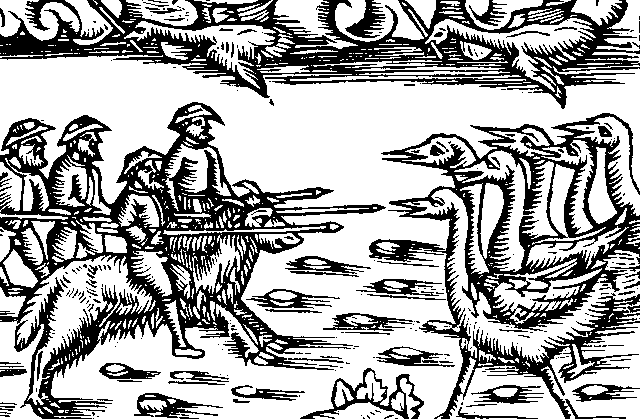
Anões combatendo grous, o que imaginavam ser comum na Suécia nórdica
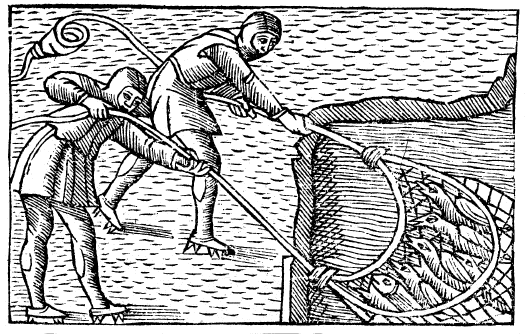
Um exemplo de pessoas pescando no gelo durante o inverno. Uma rede era jogada por baixo do gelo e puxada através de um grande buraco feito nele. Atenção ao detalhe: os pescadores estão calçando sapatos com travas para manter o equilíbrio no gelo escorregadio.